# Eulacurbs paradoxa
Eulacurbs paradoxa – gatunek kosarza z podrzędu Laniatores i rodziny Biantidae. Jedyny znany przedstawiciel monotypowego rodzaju Eulacurbs.

## Występowanie
Gatunek został wykazany ze Złotego Wybrzeża (obecna Ghana).